# Filecoin
Filecoin (⨎) est une cryptomonnaie et un système de paiement numérique open source pour le stockage numérique coopératif et la récupération de données basée sur la blockchain,,,.
Filecoin est développé par Protocol Labs et partage certaines idées avec l'InterPlanetary File System permettant aux utilisateurs de louer de l'espace disque inutilisé,. Un mécanisme blockchain est utilisé pour enregistrer les transactions.
Filecoin est un protocole ouvert et soutenu par une blockchain qui enregistre les engagements pris par les participants du réseau, avec des transactions effectuées en utilisant le « FIL », la monnaie native de la blockchain. La blockchain est basée à la fois sur une preuve de réplication et une preuve d'espace-temps.

## Histoire
Le projet est lancé en août 2017 et récolte plus de 200 millions de dollars en 30 minutes,.

## Philanthropie
En avril 2021, la Fondation Filecoin fait don de 50 000 filecoins d'une valeur de 10 000 000 $ à Internet Archive. En outre, le fondateur d'Internet Archive, Brewster Kahle et la directrice des partenariats, Wendy Hanamura, rejoignent les conseils consultatifs de Filecoin et de la Filecoin Foundation for the Decentralized Web.

## Puissance de stockage du réseau
En novembre 2023, la capacité de stockage totale est de 25 EiB et le total des données stockées est de 2,0 EiB.